# Renfrew (Ontario)
Pour les articles homonymes, voir Renfrew.

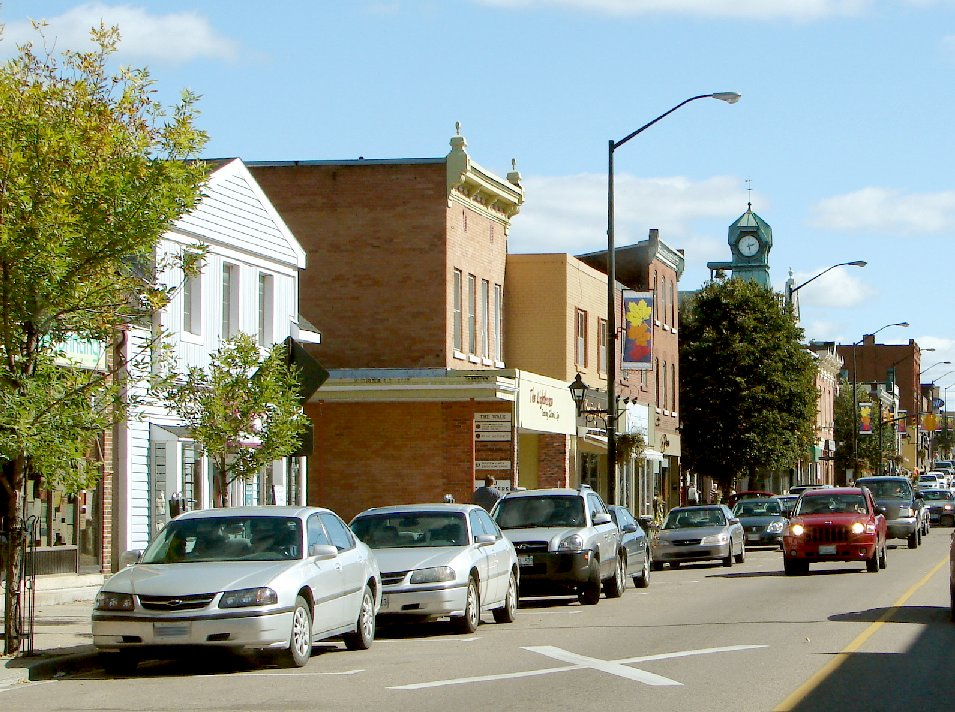
Raglan Street à Renfrew.

Renfrew est une ville de l'Ontario, au Canada. Elle est située sur la rivière Bonnechère dans le comté de Renfrew. La ville a été nommée en l'honneur de la ville homonyme d'Écosse.

## Démographie
| 2001  | 2006  | 2011  | 2016  |
| ----- | ----- | ----- | ----- |
| 7 942 | 7 846 | 8 218 | 8 223 |